# Quino
Quino, egentligen Joaquín Salvador Lavado, född 17 juli 1932 i Departamento de Guaymallén i provinsen Mendoza, död 30 september 2020 i staden Mendoza, var en argentinsk serieskapare. Han är känd för strippserien Mafalda, som han tecknade mellan 1964 och 1973, samt sina självbetitlade pantomimserier.
År 2014 tilldelades Quino Prinsessan av Asturiens pris i kommunikation och humaniora, ett pris som bland annat innehåller en penningsumma på 50 000 euro.